# ローラ・ダーン
ローラ・ダーン（Laura Dern, 本名：Laura Elizabeth Dern, 1967年2月10日 - ）は、アメリカ合衆国の女優。カリフォルニア州ロサンゼルス出身である。

## 来歴

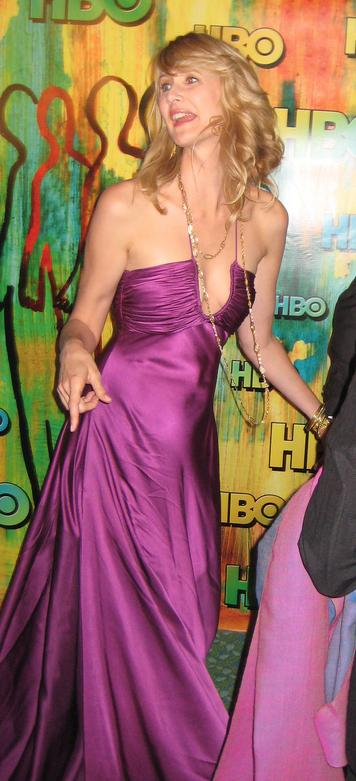
ローラ・ダーン（2008年）

父親は俳優のブルース・ダーン、母親は女優のダイアン・ラッド。曾祖父はフランクリン・ルーズベルト政権で第52代アメリカ合衆国陸軍長官を務めたジョージ・ヘンリー・ダーン。1973年、母親の出演作品『白熱』に出演。その後、リー・ストラスバーグ演劇学校で演技を学んだ。
1985年、『マスク』でロサンゼルス映画批評家協会賞（ニュー・ジェネレーション賞）を受賞。
デヴィッド・リンチ監督作品の常連女優として知られるほか、『ジュラシック・パーク』でグラント博士（サム・ニール）と共に行動する古植物学者エリー・サトラー役でも有名で、同シリーズの第1・3作に出演している。
2017年、映画芸術科学アカデミーのシェリル・ブーン・アイザックス会長の後任候補に挙がったが、そのオファーを辞退した。
2019年公開の『マリッジ・ストーリー』で離婚調停弁護士を演じ、第92回アカデミー賞助演女優賞を受賞した。

## 私生活
ジェフ・ゴールドブラム（『ジュラシック・パーク』で共演）やビリー・ボブ・ソーントンと婚約していたこともあったが、2005年、5年間交際したミュージシャンのベン・ハーパーと結婚。男の子と女の子の2人の子供がいる。2010年10月、ベン・ハーパーにより離婚が申請された。2012年2月にはよりを戻したとの報道があったが、7月には再び破局したと報道された。

## 主な出演作品
| 公開年      | 邦題 原題                                                      | 役名                       | 備考 | 吹き替え                                        |
| ----------- | -------------------------------------------------------------- | -------------------------- | --- | ----------------------------------------------- |
| 1973        | 白熱 White Lightning                                           | シャロン＝アンネ           | クレジットなし |                                                 |
| 1974        | アリスの恋 Alice Doesn't Live Here Anymore                     | アイスクリームを食べる少女 | クレジットなし |                                                 |
| 1980        | フォクシー・レディ Foxes                                       | デビー                     | | （吹き替え版なし）                              |
| 1984        | りんご白書 Teachers                                            | ダイアン                   | | （吹き替え版なし）                              |
| 1984        | ラルフ・マッチオ/3つの願い The Three Wishes of Billy Grier     | クリシー                   | テレビ映画 |                                                 |
| 1985        | マスク Mask                                                    | ディアナ・アダムス         | | 鈴木砂織                                        |
| 1985        | スムース・トーク Smooth Talk                                   | コニー                     | |                                                 |
| 1986        | ブルーベルベット Blue Velvet                                   | サンディ・ウィリアムズ     | | 松本梨香（テレビ東京版）                        |
| 1988        | 幽霊伝説/フランケンシュタイン誕生秘話 Haunted Summer           | クレア                     | |                                                 |
| 1989        | シャドー・メーカーズ Fat Man and Little Boy                    | キャスリーン・ロビンソン   | | （吹き替え版なし）                              |
| 1990        | ワイルド・アット・ハート Wild at Heart                         | ルーラ                     | | 吉田陽子                                        |
| 1991        | ランブリング・ローズ Rambling Rose                             | ローズ                     | アカデミー主演女優賞ノミネート | 井上喜久子                                      |
| 1992        | 汚名/アフターバーン Afterburn                                  | ジャネット                 | テレビ映画 |                                                 |
| 1993        | ジュラシック・パーク Jurassic Park                             | エリー・サトラー博士       | | 弥永和子                                        |
| 1993        | パーフェクト・ワールド A Perfect World                         | サリー・ガーバー           | | 一城みゆ希（ソフト版） 深見梨加（テレビ東京版） |
| 1995        | 闇に抱かれて Down Came a Blackbird                             | ヘレン                     | テレビ映画 製作総指揮・出演 |                                                 |
| 1996        | 殺人容疑 The Siege at Ruby Ridge                               | ヴィッキー                 | テレビ映画 | 塩田朋子                                        |
| 1999        | 遠い空の向こうに October Sky                                   | ミス・ライリー             | | 弥永和子                                        |
| 2000        | Dr.Tと女たち Dr T and the Women                                | ペギー                     | | かんのひとみ                                    |
| 2001        | ジュラシック・パークIII Jurassic Park III                      | エリー・サトラー博士       | | 安藤麻吹                                        |
| 2001        | ノボケイン/局部麻酔の罠 Novocaine                              | ジーン・ノーブル           | | 林佳代子                                        |
| 2001        | フォーカス Focus                                               | ガートルード・ハート       | | （吹き替え版なし）                              |
| 2001        | アイ・アム・サム I Am Sam                                      | ランディ・カーペンター     | | 林佳代子（ソフト版） 堀越真己（日本テレビ版）   |
| 2002        | デブラ・ウィンガーを探して Searching for Debra Winger          |                            | ドキュメンタリー | 小野未喜                                        |
| 2002        | ザ・ホワイトハウス The West Wing                               | タバサ・フォーティス       | テレビシリーズ エピソード『The U.S. Poet Laureate』に出演 |                                                 |
| 2002        | 殺人保険 Damaged Care                                          | リンダ・ピーノ             | テレビ映画 共同製作・出演 |                                                 |
| 2004        | 夫以外の選択肢 We Don't Live Here Anymore                      | テリー                     | | （吹き替え版なし）                              |
| 2005        | ハッピー・エンディング Happy Endings                           | パム                       | | 岡寛恵                                          |
| 2006        | ロンリーハート Lonely Hearts                                   | レネ・フォーディー         | |                                                 |
| 2006        | インランド・エンパイア Inland Empire                           | ニッキー/スーザン          | | （吹き替え版なし）                              |
| 2007        | ラブ・ザ・ドッグ 犬依存症の女 Year of the Dog                  | ブレット                   | | （吹き替え版なし）                              |
| 2008        | リカウント Recount                                             | キャサリン・ハリス         | テレビ映画 |                                                 |
| 2009        | チェイシング/追跡 Tenderness                                   | テレサ                     | |                                                 |
| 2010        | ミート・ザ・ペアレンツ3 Little Fockers                         | プルーデンス               | | 斎藤恵理                                        |
| 2011ー2013  | エンライテンド Enlightened                                     | エイミー                   | |                                                 |
| 2012        | ザ・マスター The Master                                        | ヘレン・サリヴァン         | | 入江純                                          |
| 2014        | きっと、星のせいじゃない。 The Fault in Our Stars              | フラニー・ランカスター     | | 井上喜久子                                      |
| 2014        | コーチ・ラドスール 無敵と呼ばれた男 When the Game Stands Tall  | ビバリー・ラドスール       | |                                                 |
| 2014        | わたしに会うまでの1600キロ Wild                                | バーバラ・“ボビー”・グレイ | アカデミー助演女優賞ノミネート | 沢田泉                                          |
| 2014        | ドリーム ホーム 99%を操る男たち 99 Homes                       | リン・ナッシュ             | | 早川舞                                          |
| 2016        | ファウンダー ハンバーガー帝国のヒミツ The Founder              | エセル・クロック           | | 日野由利加（BSジャパン版）                      |
| 2016        | ライフ・ゴーズ・オン 彼女たちの選択 Certain Women              | ローラ・ウェルズ           | | （吹き替え版なし）                              |
| 2017        | ウィルソン Wilson                                              | リン                       | | 井上喜久子                                      |
| 2017        | スター・ウォーズ/最後のジェダイ Star Wars: The Last Jedi       | ホルド中将                 | | 塩田朋子                                        |
| 2017        | アンブレイカブル・キミー・シュミット Unbreakable Kimmy Schmidt | ウェンディ・ヒーバート     | テレビドラマシリーズ |                                                 |
| 2017        | ツイン・ピークス Twin Peaks                                    | ダイアナ・エヴァンス       | テレビドラマシリーズ | 塩田朋子                                        |
| 2017 - 2019 | ビッグ・リトル・ライズ Big Little Lies                         | レナータ・クライン         | テレビドラマシリーズ エミー賞助演女優賞(リミテッドシリーズ・テレビ映画部門)受賞 ゴールデングローブ賞助演女優賞(シリーズ・リミテッドシリーズ・テレビ映画部門)受賞                            | 塩田朋子                                        |
| 2018        | ふたりのJ・T・リロイ ベストセラー作家の裏の裏 JT LeRoy         | ローラ・アルバート         | | （吹き替え版なし）                              |
| 2018        | 炎の裁き Trial by Fire                                         | エリザベス・ギルバート     | Netflixオリジナル映画 | 日野由利加                                      |
| 2019        | スノー・ロワイヤル Cold Pursuit                                | グレース・コックスマン     | | 長谷川暖                                        |
| 2019        | マリッジ・ストーリー Marriage Story                            | ノーラ・ファンショー       | アカデミー賞 助演女優賞受賞 英国アカデミー賞 助演女優賞受賞 ゴールデングローブ賞 助演女優賞受賞 全米映画俳優組合賞 助演女優賞受賞 クリティクス・チョイス・ムービー・アワード 助演女優賞受賞 | 山像かおり                                      |
| 2019        | ストーリー・オブ・マイライフ/わたしの若草物語 Little Women     | ミセス・マーチ             | | 日野由利加                                      |
| 2021-       | ホワイト・ロータス/諸事情だらけのリゾート The White Lotus      | アビーの声                 | ゲスト、HBOドラマシリーズ | （吹き替え版なし）                              |
| 2022        | ジュラシック・ワールド/新たなる支配者 Jurassic World: Dominion | エリー・サトラー博士       | | 井上喜久子(劇場公開版) 山像かおり(ザ・シネマ版) |
| 2023        | The Son/息子 The Son                                           | ケイト                     | ポストプロダクション | （吹き替え版なし）                              |
| 2024        | ロンリー・プラネット Lonely Planet                             | キャサリン                 | Netflixオリジナル映画 | 塩田朋子                                        |
| 2024        | パーム・ロワイヤル Palm Royale                                 | リンダ                     | Apple TV+オリジナルシリーズ | 長谷川暖                                        |
| TBA         | Monsanto                                                       | チーフ毒物学者             | |                                                 |